# Cité du Vin
De Cité du Vin is een museum over wijn en wijn maken in de Franse stad Bordeaux. Het museum werd geopend in 2016 door Alain Juppé en François Hollande. In 2023 werd de permanente tentoonstelling vernieuwd. De Cité du Vin bevindt zich aan de oevers van de Garonne in de wijk Bacalan. Het opvallende moderne museumgebouw werd ontworpen door Agence XTU.
In de tentoonstelling komen de verschillende wijnbeschavingen, wijnsoorten, wijngebieden,... aan bod. Er is een zintuigenparcours Via sensoria en een panoramische verdieping voor wijndegustatie.